# Salmo aphelios
Salmo apelios es un pez perteneciente a la familia salmónidos. Se encuentra en Albania y Macedonia del Norte y vive en lagos de agua dulce.
La longitud máxima descrita fue de 40 cm,
Vive en ríos de agua templada, sobre el lecho del fondo del río, donde es tradicionalmente pescado para consumo humano.